# لا أونيون (كانتون)
لا أونيون (بالإسبانية: La Unión)‏ هو الكانتون الثالث من محافظة كارتاغو في كوستاريكا. و يغطي الكانتون مساحة 44.83 كم مربع،
كما يقارب عدد سكانه 85,506 نسمة.
و تدعى مدينته الرئيسية بـ خوان فينياس.
يقع هذا الكانتون الإتحادي في منتصف الطريق بين العاصمة سان خوسيه و مدينة كارتاغو.
تم تأسيس هذا الكانتون تشريعيا في 79 كانون الأول 1848.

## المقاطعات
يتألف الكانتون من ثمان مقاطعات و هي :
1. تريس ريوس
2. سان دييغو
3. سان خوان
4. سان رافاييل
5. كونسبسيون
6. دولسيه نومبريه
7. ريو أسول